# 신장로 (하남시)
신장로(新長路)는 경기도 하남시 천현동부터 덕풍동 덕풍파출소앞까지 잇는 도로이다. 기점과 종점 모두 하남대로와 접한다. 덕보교와 신장사거리를 경유하며, 신장시장과 하남우체국이 위치하고 있다.